# 圣朱利亚诺-迪普利亚
圣朱利亚诺-迪普利亚（義大利語：San Giuliano di Puglia），是意大利坎波巴索省的一个市镇。总面积41平方公里，人口1126人，人口密度27.5人/平方公里（2009年）。ISTAT代码为070068。